# سیارک ۲۵۱۰۴
سیارک ۲۵۱۰۴ (به انگلیسی: 25104 Chohyunghoon، نامگذاری:1998RY51) بیست و پنج هزار و صد و چهارمین سیارک کشف شده‌است که در ۱۴ سپتامبر ۱۹۹۸ کشف شد.
قدر مطلق سیارک برابر ۱۵.۵ است.